# Mahzarin R. Banaji

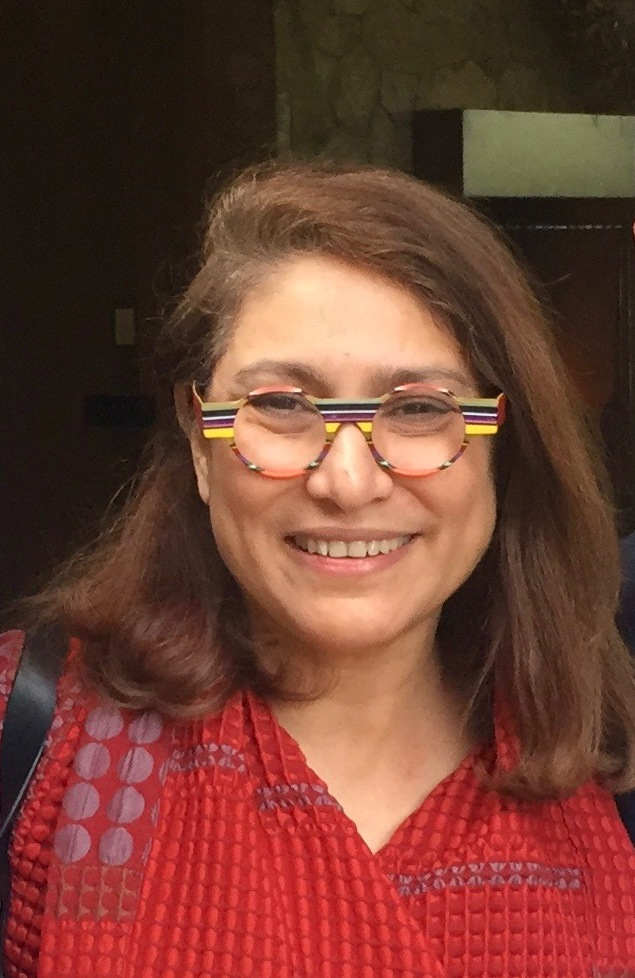
Mahzarin R. Banaji, 2015

Mahzarin Rustum Banaji (* 1956 in Secunderabad) ist eine indisch-amerikanische Sozialpsychologin. Sie hat eine nach Richard Clarke Cabot (1868–1939, Arzt und Pionier der sozialen Arbeit) benannte Professur für Sozialethik an der Harvard University inne.
Banaji und Kollegen entwickelten den Implicit Association Test. Banajis Arbeiten gelten als wegweisend für das Verständnis von Stereotypen, ihrem neuronalen Korrelat, ihrer Entstehung in der Kindheit und ihrer Funktion beim Erhalt bestehender Systeme (system justification theory). Sie erforscht unbewusste Wahrnehmungen und ihren Einfluss auf die Einstellung zu Mitgliedern von Outgroups sowie die quasi automatischen Abläufe von Vorurteilen.
Mahzarin Banaji erwarb 1976 am Nizam College einen Bachelor in Englisch und Philosophie sowie 1978 an der Osmania University (beide in Hyderabad) einen Master in Allgemeiner Psychologie. Weitere Abschlüsse sind 1982 ein Master (Cognitive models of the self: Evidence for an encoding centrality principle) und 1985/1986 ein Ph.D. (Affect and memory: An experimental investigation) in Sozialpsychologie bei Anthony Greenwald an der Ohio State University. Als Postdoktorandin arbeitete sie bei Claude M. Steele und Elizabeth F. Loftus an der University of Washington. 1986 erhielt Banaji eine Professur an der Yale University, zuletzt war sie dort in Nachfolge von Ruth Barcan Marcus Reuben-Post-Halleck-Professor für Psychologie. Seit 2002 ist sie an der Harvard University, von 2002 bis 2008 war sie zusätzlich am Radcliffe Institute for Advanced Study, seit 2011 ist sie zusätzlich am Santa Fe Institute.
2015 veröffentlichte Banaji gemeinsam mit Anthony Greenwald Blindspot: Hidden Biases of Good People. Sie hat (Stand Juli 2019) einen h-Index von 90.

## Auszeichnungen (Auswahl)
- 1997 Guggenheim-Stipendium[2]
- 2001 Fellow der American Association for the Advancement of Science
- 2008 Mitglied der American Academy of Arts and Sciences[3]
- 2010 Präsident der Association for Psychological Science[4]
- 2015 Korrespondierendes Mitglied der British Academy[5]
- 2016 Donald T. Campbell Award von Society for Personality and Social Psychology und American Psychological Association[6]
- 2018 Mitglied der National Academy of Sciences[7][8]
- 2020 Mitglied der American Philosophical Society
- 2022 Atkinson Prize in Psychological and Cognitive Sciences
- 2024 BBVA Foundation Frontiers of Knowledge Awards[9]

Banaji hält Ehrendoktorate folgender Universitäten: Smith College (2015), Universität Helsinki (2016), Colgate University (2016), Carnegie Mellon University (2017).